# 王鼎鎮
王鼎鎮（1598年—1667年），字禹烈，號半隱，河南開封府陳州西華縣人，明朝、南明政治人物。

## 生平
王鼎鎮是崇禎三年（1630年）庚午科河南鄉試第四十六名舉人，四年（1631年）辛未科進士。都察院觀政，授西安府推官，平反當地冤獄，關中地方發生飢荒時嚴厲控制商賈，安定人心，遷廣西道監察御史，巡按廬州、鳳陽、淮安、揚州，緝捕潁州、亳州的盜賊，陞四川布政使司參議、兵備川北，調湖廣布政使司參議、兵備衡永，不足一年陞尚寶司少卿。
弘光年間，獲南明朝廷起為應天府府丞，南京失陷後得隆武朝廷徵召為尚寶司卿，福京失守後投降清朝，獲洪承疇題授江南按察司副使，不久乞休歸里，康熙六年（1667年）八月二十三日卒。

## 家族
曾祖王婁，太學生；祖父王簪；父王鳴世。妻杜氏（贈恭人），庠生杜九韶女；繼妻楊氏（封恭人），庠生楊應元女。子王遵古（庠生）、王遵訓（順治十五年進士）、王遵性（廩生）、王遵聖（庠生）。

## 引用
1. 1 2  錢海岳《南明史·卷四十四·列傳第二十》：王鼎鎮，字禹烈，西華人。崇禎四年進士。授西安推官，多平反。關中大饑，嚴約束、招商，人心以安。
2. ↑  乾隆《西華縣志·卷六·選舉志》：舉人……王鼎鎮 崇禎庚午，見進士
3. ↑  《崇禎四年辛未科三百五十名進士履歷》：王鼎鎮，禹烈，詩四房，癸卯十月初二日生。西華人，庚午四十六，會一百十一，三甲二百三名。都察院政，壬申授西安府推官。曾祖婁，太學生；祖簪；父鳴世。
4. ↑  錢海岳《南明史·卷四十四·列傳第二十》：遷廣西道御史，按廬、鳳、淮、揚，擒潁、亳巨寇。擢川北參議，改衡永。不一年，陞尚寶少卿。弘光時，晉應天府丞。南京亡，召尚寶卿。福京亡，降於清。
5. ↑  《西華縣志》：《王禹烈墓誌》大学士李霨撰：王公鼎镇，别号半隐，禹烈其字也。先世自晋之洪洞徙西华而家焉，遂为西华王氏，十传而至公。少负经济才，有高节。当时乱能忧其忧，当世治能乐其乐，盖古君子也。公髫年失怙，贫弱几无以自立，而勤苦力学不倦。同邑先达胡公隆宇，负知人名，一见公文，奇之，决必售，而公果于是科登第。盖庚午辛未间方明之季，四方多故，士大夫多持禄自保，罔尽心所事。而公独慨然思以身为障，筮仕西安司理。凡折狱惩奸，他人所极力表暴以博神明之誉者，公声色不动，务求得情，故多所平反，省试分校所取皆端士。会关中大饥，流亡载道，揭竿者云起。而郡守、倅皆少员，变生不测。而公悉心筹划，日不暇食，严约束，招徕商贾，人情始定，抚按交荐其能，寻擢台班，巡按江北。时事孔亟，羽书旁午，公条奏机宜，章数百上，设方略，倡勇敢，而颍亳之寇就擒。中外方议其功，顾少忤当路意，卒外补川北道。末至任，改分巡衡永。时衡永残破后兵民交弊，公劳来鼓舞，不期年，井邑复旧观。及擢玺卿而去，攀辕送者且数百里焉。盖公之才效于用者如此。国朝定鼎，江南尽入版图，公时为应天府丞，经略洪公题授江南臬副。是时天下新定，擢用贤隽超转不次。士大夫攀授而起者，不可胜数。公独恬澹不复有意当世。蒞任未几，乞休归。迨次君成进士，读书秘阁，改侍御，终不一至都下。退而修名山之业，优游泉石者二十年。所著有《四书略》、《傲病草》、《南巡封事》、《西华县志》、《半隐山堂遗稿》诸编。盖公之晚节，可以风世。又如此当侍御为庶常。时余教习史馆，朝夕周旋，知公生平无愧古人，茲以侍御之请不可辞，因为志其大者。呜呼，亦足以不朽矣。公生于万历戊戌十月初二日午时，卒于康熙丁未八月二十三日辰时，享年七十。历任江南驿传道按察司副使，以侍御遇覃恩，进阶中宪大夫。元配杜氏，邑庠生杜九韶女，累赠恭人。继配杨氏，邑庠生杨应元女，累封恭人。子四：长遵古，邑庠生，早卒。娶临颍县庠生姚廕振女。次遵训，戊戌进士，由庶吉士任云南道监察御史。娶邑庠生胡翰华女，赠孺人。继娶福建建阳县知县崔攀龙女，封孺人。次遵性，邑庠廪生，娶戊子举人张凤翼女。俱杨恭人出。次遵圣，邑庠生，聘亳州守备李明昉女，未娶，卒。侧室刘氏出。女三：长适邑庠生段有成男邑庠生用宽。次适邑庠生张鹏翼男邑庠生尚友。俱杨恭人出。次许字广东兴宁县知县张凤翮男输，侧室刘氏出。孙八：光契，邑庠生，娶湖广洞庭水师营守备于洙女。遵古出。光皋，邑庠生，娶郾城县贡监生李坤女，继娶邑庠生周惠民女。光夔，邑庠生，聘郾城县庠生吕一元女。光尹聘郾城县庠生谢之焕女，光莱幼未聘，光奭幼未聘。俱遵训出。光房聘邑生张辐女。光鲁聘郾城县庠生杨宜昌女。俱遵性出。女孙三，一适礼部主事宋逢泰男穟，一幼未字，俱遵训出。一许字郾城县贡监生李坤男梦梅，遵性出。曾孙大贞，幼，未聘。光皋出。曾孙女二，皆幼未字，俱光契出。卜以己酉年九月二十四日葬于岗张村之新阡。铭曰：古之君子，出处语默，不失其时，猗欤王公，先忧后乐，庶几得之。士而物利，学而性缮。没而声施，陵谷可更。厥迹不晦，乃徵吾辞。